# Casa Bonaterra
La Casa Bonaterra és un edifici del municipi de Figueres (Alt Empordà) que forma part de l'Inventari del Patrimoni Arquitectònic de Catalunya.

## Descripció
És un edifici situat a davant de la Rambla de Figueres. Es troba en una cantonada, de planta baixa i quatre pisos. La planta baixa té quatre grans obertures emmarcades dedicades totes a local comercial, excepte una, que serveix per accedir a l'interior de l'edifici. L'entresol està format per grans arcs de mig punt entre els quals hi ha relleus amb decoració floral. En els dos pisos superiors la façana està organitzada a partir de pilastres d'estil jònic. El tercer pis no té decoració i el quart pis està situat per sobre de la cornisa que remata la façana. Hi ha regularitat en les obertures de tota la façana.

## Història
De l'any 1949 hi ha un "Proyecto de distribución interior de dos pisos de la casa nº 4 de la Rambla Sara Jordà, propiedad de D, José Bonaterra Gras" signat per Alexandre Bonaterra Matas.